# Ázsiai becsapódási kráterek listája
Ez a lista az ismert ázsiai becsapódási krátereket tartalmazza, mind a bizonyítottakat, mind a feltételezetteket.

## Lista
| név                  | hely                                    | átmérő (km) | kor (millió év)   | koordináták                                                                       |
| -------------------- | --------------------------------------- | ----------- | ----------------- | --------------------------------------------------------------------------------- |
| Bejencsime-szalatai  | Oroszország                             | 8           | 40 ± 20           | é. sz. 71° 00′ 00″, k. h. 121° 40′ 00″71.000000°N 121.666667°EBejencsime–szalatai |
| Bigacs               | Kazahsztán                              | 8           | 5 ± 3             | é. sz. 48° 34′ 00″, k. h. 82° 01′ 00″48.566667°N 82.016667°EBigacs                |
| Csijli               | Kazahsztán                              | 5,5         | 46 ± 7            | é. sz. 49° 10′ 00″, k. h. 57° 51′ 00″49.166667°N 57.850000°ECsijli                |
| Csukcsa              | Oroszország                             | 6           | < 70              | é. sz. 75° 42′ 00″, k. h. 97° 48′ 00″75.700000°N 97.800000°EChukcha               |
| Elgigitgin           | Oroszország                             | 18          | 3,5 ± 0,5         | é. sz. 67° 30′ 00″, k. h. 172° 05′ 00″67.500000°N 172.083333°EElgigitgin          |
| Kara                 | Oroszország                             | 65          | 70,3 ± 2,2        | é. sz. 69° 06′ 00″, k. h. 64° 09′ 00″69.100000°N 64.150000°EKara                  |
| Karakul              | Tádzsikisztán                           | 52          | < 5               | é. sz. 39° 01′ 00″, k. h. 73° 27′ 00″39.016667°N 73.450000°EKarakul               |
| Logancsa             | Oroszország                             | 20          | 40 ± 20           | é. sz. 65° 31′ 00″, k. h. 95° 56′ 00″65.516667°N 95.933333°ELogancsa              |
| Lonar                | Buldhana, India                         | 1,83        | 0,052 ± 0,006     | é. sz. 19° 58′ 00″, k. h. 76° 31′ 00″19.966667°N 76.516667°ELonar                 |
| Macsa                | Oroszország                             | 0,3         | < 0,007           | é. sz. 60° 06′ 00″, k. h. 117° 35′ 00″60.100000°N 117.583333°EMacsa               |
| Popigaj              | Szibéria, Oroszország                   | 100         | 35,7 ± 0,2        | é. sz. 71° 39′ 00″, k. h. 111° 11′ 00″71.650000°N 111.183333°EPopigaj             |
| Ragozinka            | Oroszország                             | 9           | 46 ± 3            | é. sz. 58° 44′ 00″, k. h. 61° 48′ 00″58.733333°N 61.800000°ERagozinka             |
| Sunak                | Kazahsztán                              | 2,8         | 45 ± 10           | é. sz. 47° 13′ 00″, k. h. 72° 46′ 00″47.216667°N 72.766667°ESunak                 |
| Szihote-alinyi       | Tengermelléki határterület, Oroszország | 0,026       | 1947. február 12. | é. sz. 46° 09′ 36″, k. h. 134° 39′ 12″46.160000°N 134.653333°ESzihote-alinyi      |
| Szobolev             | Oroszország                             | 0,053       | < 0,001           | é. sz. 46° 18′ 00″, k. h. 137° 52′ 00″46.300000°N 137.866667°ESzobolev            |
| Tabun-Hara-Obó       | Mongólia                                | 1,3         | 150 ± 20          | é. sz. 44° 08′ 00″, k. h. 109° 39′ 00″44.133333°N 109.650000°ETabun-Kara-Obo      |
| Wabar                | Szaúd-Arábia                            | 0,116       | 1863. július 1.   | é. sz. 21° 30′ 00″, k. h. 50° 28′ 00″21.500000°N 50.466667°EWabar                 |
| Zamansin             | Kazahsztán                              | 14          | 0,9 ± 0,1         | é. sz. 48° 24′ 00″, k. h. 60° 58′ 00″48.400000°N 60.966667°EZamansin              |
| nem igazolt          |                                         |             |                   |                                                                                   |
| Siva                 | Indiai-óceán                            | 600×400     | 66                | é. sz. 18° 40′ 00″, k. h. 70° 14′ 00″18.666667°N 70.233333°ESiva                  |
| Jabal Waqf es-Suwwan | Jordánia                                | 5,5         | ?                 | é. sz. 31° 03′ 00″, k. h. 36° 48′ 00″31.050000°N 36.800000°EJabal Waqf es-Suwwan  |
| Ramgarh              | Rádzsasztán, India                      | 3           | ?                 | é. sz. 25° 20′ 56″, k. h. 76° 37′ 29″25.348889°N 76.624722°ERamgarh               |
| Cseko                | Szibéria, Oroszország                   | 0,3×0,7     | 117 éve(?)        | é. sz. 60° 57′ 50″, k. h. 101° 51′ 37″60.963889°N 101.860278°ECseko               |
| név                  | hely                                    | átmérő (km) | kor (millió év)   | koordináták                                                                       |

## Lásd még
- becsapódási kráter
- becsapódási kráterek listája

## Külső hivatkozások
- Earth Impact Database – List of confirmed earth impact sites at the Planetary and Space Science Centre, University of New Brunswick